# Metaphycus saissetiae
Metaphycus saissetiae är en stekelart som beskrevs av Annecke och Mynhardt 1981. Metaphycus saissetiae ingår i släktet Metaphycus och familjen sköldlussteklar. Inga underarter finns listade i Catalogue of Life.